# Esther Valdés
Esther Valdés (fl. 1867-2990), también conocida como Esther Valdés de Díaz, fue una dirigente obrera y feminista chilena.

## Biografía
Valdés trabajó como obrera «corpiñera» —en la confección de corpiños— desde 1897. En el año 1905 comenzó a asistir a las sociedades y centros de ilustración obrera llamados Ateneos, donde comenzó a perfilarse como dirigente del gremio. Su lucha tenía como objetivos mejorar las remuneraciones y lograr seguros médicos o de cesantía para las obreras y denunciar las jornadas laborales de 14 horas diarias durante los siete días de la semana.
Fue la principal impulsora de la Asociación de Costureras Protección, Ahorro y Defensa, de la cual asumió como presidenta. La asociación gremial tuvo su primera sesión el 1 de junio de 1906, registrando 350 miembros. Se decía de ella que era «una digna e ilustrada señora (...) una de las aventajadas intelectuales con que se honra la colectividad obrera».
Valdés participó como parte del equipo redactor del periódico bimensual La Alborada, fundado por Carmela Jeria y publicado entre noviembre de 1904 y agosto de 1906 en Valparaíso, y entre noviembre de 1906 y mayo de 1907 en Santiago. En 1908, fue la fundadora del periódico La Palanca, medio oficial de la Asociación de Costureras, el cual fue denominado como un medio feminista y continuador de La Alborada.

Henos aquí frente al enemigo. Años de vilipendio e ignominia han pesado sobre la noble personalidad de la mujer. Aún hoy, en pleno siglo XX pesa sobre los débiles hombros de la mujer la enorme mole de prejuicios, sujeta con férreas cadenas al poste de la actual sociedad imperante. El hombre tras larga i ardua lucha ha conquistado medianamente sus libertades —pero la mujer ha quedado rezagada en el camino del progreso, i de la evolución humana, i desorientada i sola– rechazada por el egoísmo del hombre— hoy sordamente lucha, por desasirse de las cadenas que la oprimen, i ahuyentar el fantasmón que le oculta la luz de la verdad i la justicia
Esther Valdés, editorial de La Palanca, 1 de mayo de 1908.

Se desconoce el año de su nacimiento y de su fallecimiento, pero está mujer ha dejado sus huellas en la lucha por el derecho al trabajo digno. Denunció las precarias condiciones laborales de las mujeres. Después de 1908 al desaparecer La Palanca, no se encuentra registro del trabajo de Esther.